# Penestomus stilleri
Espèce
Synonymes
- Wajane stilleri Dippenaar-Schoeman, 1989

Penestomus stilleri est une espèce d'araignées aranéomorphes de la famille des Penestomidae.

## Distribution
Cette espèce est endémique du Cap-Occidental en Afrique du Sud,. Elle se rencontre vers Winterhoek et Donkerkloof.

## Description
La femelle holotype mesure 3,72 mm.
La femelle décrite par Miller, Griswold et Haddad en 2010 mesure 3,6 mm.

## Systématique et taxinomie
Cette espèce a été décrite sous le protonyme Wajane stilleri par Dippenaar-Schoeman en 1989. Elle est placée dans le genre Penestomus par Miller, Griswold et Haddad en 2010.

## Étymologie
Cette espèce est nommée en l'honneur de Martin Stiller.

## Publication originale
- Dippenaar-Schoeman, 1989 : « The African species of the subfamily Penestominae (Araneae: Eresidae): with description of two new species. » Phytophylactica, vol. 21, p. 131-134.